# Het Laatste Oordeel (Ernst Roelofsz. Maler)
Het Laatste Oordeel is een olieverfschilderij van de Nederlandse schilder Ernst Roelofsz. Maler en is in 1545 geschilderd in renaissancestijl. Het schilderij is onderdeel van de collectie van het Stedelijk Museum Kampen. Het schilderij komt uit de Kamperse school en bevindt zich boven de schepenstoel in de Schepenzaal in het voormalige Stadhuis van Kampen. 
Het schilderij toont het verhaal Dag des oordeels uit de Bijbel. De figuur in het midden van de bovenste rij is Jezus, omringd door hemelbewoners en boven hem zijn putto's of cherubijntjes te zien. Verder zijn aan de linkerkant van het schilderij de door Jezus uitverkoren gelovigen te zien, naast een luchtbrug naar de hemel en een engel die ze aan de goede kant houdt, en aan de rechterkant een brandende wereld waar Satan aan sommige ongelovigen trekt. Verder staan een tempel en delen van een stad in brand. Dit is een allegorie voor de schepenen die eerlijk recht dienen te spreken; zij zullen zelf op de dag des oordeels tevens geoordeeld worden.